# Francisco Javier Sánchez Navarro
Francisco Javier Sánchez Navarro es un futbolista mexicano que jugó de mediocampista. Durante su carrera anotó 4 goles. Fue expulsado en 4 ocasiones, jugando 156 partidos y 12,784 minutos en Primera división. 

## Clubs
- Tigres de la UANL (1986 - 1988)
- Correcaminos de la UAT (1988 - 1990)
- Tigres de la UANL (1990 - 1991)
- Correcaminos de la UAT (1991 - 1993)
- Club América (1993 - 1994)

- Datos: Q5866286